# サンドリプシュ駅
サンドリプシュ駅（サンドリプシュえき、アブハズ語: Цандрыҧшь、グルジア語: განთიადი、ロシア語: Цандрыпш）は、アブハジア共和国またはアブハジア自治共和国のガグラ地区サンドリプシュにあるアブハジア鉄道線の駅である。

## 歴史
- 1943年 - ピレンコボ駅として開業[1]。
- 1948年 - ガンティアディ駅に改称。
- 1956年 - 電化。
- 1990年代 - サンドリプシュ駅に改称。

## 駅構造
島式ホーム2面4線を有する地上駅。当駅よりロシア寄りにもプソウ駅、ギャクリプシュ駅が存在するが、それらの駅には列車が停車しないためアブハジア側の国境駅となっている。そのため、乗客の入国審査及び出国審査、税関調査で30分程度停車する。サンクトペテルブルグ、モスクワ、サマーラ、アブハジアのスフミなどへ向かう長距離列車(全て国際列車)が発着する。また、1950年代に建設された駅舎には切符売り場が設置されている。以前はガンティアディ駅であったが、アブハジア独立宣言以降に改称された。

## 隣の駅
ロシア鉄道
アブハジア鉄道線
ギャクリプシュ駅 - サンドリプシュ駅 - バグリプシュ駅
旅客列車
ヴェショロエ駅 - サンドリプシュ駅 - ガグラ駅